# Zsebibaba
Zsebibaba (az eredetiben Roo; anyja és az ő neve együtt a kenguru angol nevét, a „kangaroo”-t adja ki) egy kitalált szereplő, egy kis kenguru Alan Alexander Milne angol író Micimackó című meséjében.
Zsebibaba Kanga gyermeke. Zsebibaba legjobb barátja a virgonc Tigris, aki idővel be is költözik a gyermekét egyedül nevelő kengurumamához.
Zsebibaba nem fél semmitől és mindent játékként fog fel. Mindig vidám és lelkes minden helyzetben, és nagy örömmel fedezi fel a világ apró csodáit. Állandóan bajba keveredik, de mindig tanul belőle.
Beszéd közben hajlamos a felkiáltásokra és gyakran ismétli magát izgalmában, ahogy az sok kisgyerekre is jellemző. Zsebibaba a legfiatalabb szereplő a könyvben, méretben Malackához áll a legközelebb.